# Burglengenfeld
Burglengenfeld (également écrit Birckenfeld) est une ville de Bavière (Allemagne), située dans l'arrondissement de Schwandorf, dans le district du Haut-Palatinat.